# Saint Vincent och Grenadinerna
Saint Vincent och Grenadinerna är en stat med 32 öar inom ögruppen Små Antillerna i Västindien. Staten består av den större ön Saint Vincent samt den norra delen av ögruppen Grenadinerna. I denna ingår bland andra öarna Bequia, Mustique, Canouan Island, Tobago Cays, Mayreau Island, Union Island samt Petit Saint Vincent. Den södra delen av Grenadinerna ingår i staten Grenada.
Saint Vincent och Grenadinerna är medlem i Förenta nationerna (sedan 16 september 1980), Samväldet, Karibiska gemenskapen, OECS samt ALBA.

## Historia

### Bakgrund
Huvudön, som nu kallas Saint Vincent, kallades ursprungligen "Hairoun" av kariberna. Christofer Columbus var den förste europé som upptäckte ön, den 22 januari 1498. 22 januari var Vincents av Zaragoza dag i den katolska kalendern, och han namngav därför ön efter helgonet.
Ursprungsbefolkningen hindrade länge framgångsrikt europeiska bosättningar på Saint Vincent. Under 1700-talet blandade sig förslavade afrikaner, som antingen hade lidit skeppsbrott eller flytt, med karibier och blev kända som garifuna eller svarta kariber.

### Fransmän och britter
Med början år 1719 fick franska bosättare kontroll av ön och började odla kaffe, tobak, indigo, bomull och socker på plantager. Dessa odlingar drevs med förslavade afrikaner som arbetskraft. 1763 överlät Frankrike kontrollen av Saint Vincent till Storbritannien. Frankrike invaderade dock åter ön 1779. Britterna fick dock tillbaka Saint Vincent enligt fördragen i Versailles (1783). Dessa fördrag var underordnade fördrag till Parisfreden (1763), varigenom Storbritannien officiellt erkände den amerikanska revolutionen och därigenom USA.
Mellan 1783 och 1796 uppblossade konflikter mellan britterna och garifunas. De svarta kariberna leddes av garifuna-ledaren Joseph Chatoyer och de stöddes av fransmännen, speciellt den radikale Victor Hugues från ön Martinique. De brittiska kolonisterna brände hus och satte eld på sockerrörsfält. Men 1796, när britterna hade fått förstärkningar, lyckades den brittiske generalen Sir Ralph Abercromby krossa upproret och därmed få ett slut på den öppna konflikten. Mer än 5 000 garifunas deporterades till Roatán, en ö utanför Honduras.
Slaveriet avskaffades på Saint Vincent 1834. Efter slaveriets slut ledde bristen på arbetskraft på plantagerna till att många lades ned. I slutet av 1840-talet anlände många portugisiska immigranter från Madeira, och mellan 1861 och 1888 anlände indiska arbetare.

### Skiftande status, självständighet
Från 1763 fram till sin självständighet 1979 passerade Saint Vincent genom olika stadier av kolonial status. En representativ församling godkändes 1776, en kronkoloniregering installerades år 1877, ett lagstiftande råd bildades 1925 och allmän rösträtt beviljades 1951. Under den period då britterna hade kontroll över Saint Vincent gjorde de flera misslyckade försök att ansluta ön till andra Windward Islands. Detta skulle ha förenklat Storbritanniens kontroll över regionen genom en gemensam administration. Under 1960-talet gjorde flera regionala öar under brittisk kontroll, inklusive Saint Vincent, även de flera oberoende försök att förena sig. Enade skulle de kallas Västindiska federationen. Saint Vincent fick status som "associerad statsbildning" av Storbritannien den 27 oktober 1969. Detta gav Saint Vincent fullständig kontroll över sina inre angelägenheter. Den 27 oktober 1979, efter en folkomröstning under Milton Cato, blev Saint Vincent och Grenadinerna den sista av Windwardöarna att bli oberoende. Man har fortsatt att vara en del av Brittiska samväldet.
Den 25 november 2009 hölls en folkomröstning, där väljarna skulle godkänna en ny konstitution som skulle göra landet till en republik, vilken skulle ersätta drottning Elizabeth II som statschef, med en president. En tvåtredjedels majoritet krävdes, men förslaget förlorade med (56 procent mot och endast 43 procent för).

### Naturkatastrofer
Naturkatastrofer har förekommit i landets historia. 1902 fick La Soufrière, en vulkan på norra delen av huvudön, ett utbrott. Minst 2 000 personer omkom. Mycket jordbruksmark skadades, och ekonomin försämrades. I april 1979 fick La Soufrière återigen ett utbrott. Även om ingen blev dödad måste tusentals evakueras, och återigen blev det omfattande jordbruksskador. Några orkaner har de senaste decennierna orsakat ytterligare skador på jordbruket, vilket bland annat medfört en avsevärd minskning av bananodlingen. 

### Kapten Svartskägg
Vissa historiker hävdar att den ökände piraten Kapten Svartskägg hade sin bas på Bequia. Filmen Blackbeard, Pirate of the Caribbean, som gjorts av BBC visar i öppningsscenen en kopia av hans första skepp utanför Bequia i Saint Vincentsundet. Enligt lokala legender var inte Bequia bara kapten Svartskäggs bas, utan även Sir Francis Drakes. Därifrån planerade han sina attacker mot den spanska flottan i Don Blas de Lezos Cartagena. Även Henry Morgan sägs ha utnyttjat den skyddade Admiralty Bay. Den är den säkraste naturliga hamnen i östra Karibien. Förutom en skyddad ankarplats erbjöd också Bequia den enda platsen för fartygsunderhåll förutom Nelson's Dockyard på Antigua och The Carlyle i Bridgetown.

## Geografi

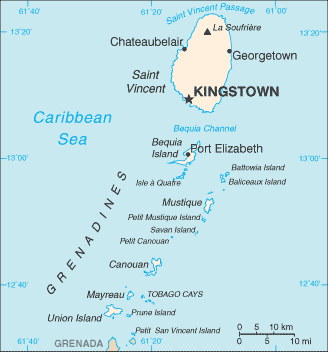
Saint Vincent och Grenadinerna

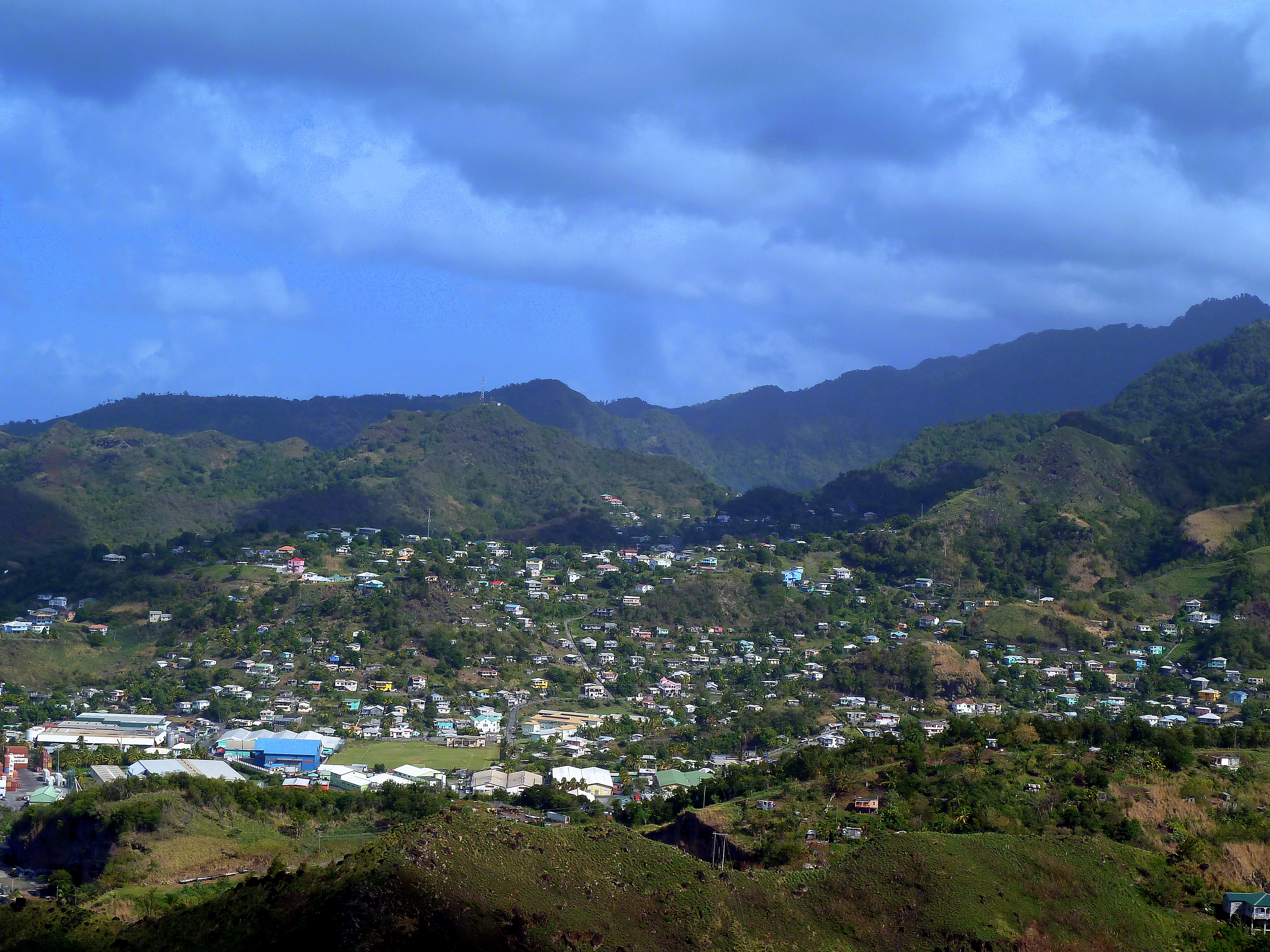
Camden Park på St. Vincent sedd från Fort Charlotte

Huvudön Saint Vincent är en vulkanisk ö med regnskogar och är en av få platser i världen med både svarta och vita sandstränder. Det finns platser där bara en sten är gränsen mellan svart och vit sand på stränderna. De flesta av stränderna på fastlandet har svart sand (mer än 95%), medan samtliga av stränderna i Grenadinerna (öarna söder om huvudön) har vit sand. Söder om huvudön ligger den näst mest befolkade ön Bequia och söder om den ön Mustique, som ägs och administreras av The Mustique Company. Dessa två och öarna Union Island och Canouan Island har egna flygplatser. Landets högsta berg är vulkanen La Soufrière, 1234 mö.h.

### Topografi och hydrografi
Saint Vincent och Grenadinerna är en del av en vulkanisk öbåge. I norra delen ligger vulkanen La Soufrière, som är 1 234 m ö.h. Därifrån rinner strida, korta strömmar igenom den täta regnskogen.

### Klimat
Klimatet är varmt och fuktigt tropiskt och regntiden infaller mellan maj och november. Årsmedeltemperaturen är 27 ° Celsius i Kingstown. I bergsområdena faller upp till 4 000 millimeter regn om året. I kustområdena är motsvarande siffror 1 500 – 2 000 millimeter per år.
Orkaner förekommer men landet ligger söder om det så kallade orkanbältet; en undersökning av den tyska vindkraftskonsulten GTZ anger i snitt 3 orkaner/100 år, varav en med styrka 4 (orkanen Katrina hade styrka 5).

### Växt- och djurliv
I den frodiga vegetationen är hibiskusar och palmer framträdande.
Saint Vincents nationalfågel, saintvincentamazonen (Amazona guildingi), har länge varit hotad. På 1980-talet fanns inte fler av dessa pagegojor än cirka 400 individer. Anledningen till att arten var hotad var den illegala handeln med fåglar som skulle användas som sällskapsdjur. Genom en omfattande kampanj och mer strikt uppsikt över papegojorna har populationen växt från runt 400 individer på 1980-talet till 800 idag.
Fågeln förekommer enbart i bergsskogar på Saint Vincent. Den behandlas som monotypisk, det vill säga att den inte delas in i några underarter.
På öarna finns många djurarter som behöver skyddas. Chironius vincenti, på engelska "Saint Vincent blacksnake", är en sällsynt snok som finns endemiskt på Saint Vincent. På ön Union Island finns en sällsynt geckoödla, Gonatodes daudini.

## Styre och politik

### Författning och styre
Saint Vincent och Grenadinerna är en parlamentarisk demokrati och konstitutionell monarki inom Brittiska samväldet med kung Charles III som statschef. Kungen är representerad i landet av generalguvernör i Saint Vincent och Grenadinerna, för närvarande Sir Frederick Ballantyne.
Generalguvernören har mest ceremoniella funktioner, bland annat öppnandet av öarnas House of Assembly och utnämningen av olika statliga tjänstemän. Kontroll av regeringen ligger hos den valda premiärministern och hans eller hennes kabinett. Den nuvarande premiärministern är den Dr Ralph Gonsalves.
Parlamentariska mandatperioden är fem år, trots att premiärministern kan utlysa val när som helst. 

### Administrativ indelning
Saint Vincent och Grenadinerna är indelat i sex administrativa områden (parishes): Charlotte, Grenadines, St Andrew, St David, St George och Saint Patrick.

### Politik
De viktigaste politiska partierna är New Democratic Party (NDP) och Unity Labour Party (ULP).

### Rättsväsen
Den rättsliga delen av regeringen är indelad i tingsrätterna, östra Karibien högsta domstolen (High Court och Court of Appeals), med slutligt överklagande till Privy Council i London. 

### Internationella relationer
Saint Vincent och Grenadinerna är en fullvärdig medlem i Karibiska gemenskapen (CARICOM), ALBA och Organisationen för Östra Västindien staterna (OECS). 

### Försvar
Landet har inga formellt väpnade styrkor, även om Royal Saint Vincent och Grenadinernas polisstyrka har en specialstyrka.

## Ekonomi och infrastruktur
En stor informell försörjning kommer från utvandrade och utomlands arbetande medborgare, som sänder hem pengar och annan hjälp till sina familjer. 

### Näringsliv
En viktig men svårmätbar sektor är den informella handel som drivs med fiske, jordbruksvaror och tjänster.[källa behövs]

#### Jord- och skogsbruk, fiske
Jordbruket, som domineras av bananproduktion, är den viktigaste försörjningen och bananerna ger den största exportinkomsten. Även kokosnötter, grönsaker, kryddor och arrowrot exporteras. Saint Vincent och Grenadinerna är världens största producent av arrowrot.
De infödda på den näst största ön, Bequia, tillåts att jaga upp till två knölvalar per år, detta under IWC:s överseende, denna jakt är även sanktionerad av Greenpeace. Jakten drivs på traditionellt sätt med rodd och segelbåtar, och köttet är ett välkommet billigt proteintillskott för befolkningen.[källa behövs]

#### Energi
Ungefär 40% av elektriciteten framställs av vattenkraft och resterande av fossila bränslen, planering för utbyggnad av vindkraft pågår.[källa behövs]

#### Industri
I mitten på 2020-talet var industrin i landet främst inriktad på förädling av jordbruksprodukter, med särskild fokus på kvarnar för mjöl och ris samt tillverkning av mejeriprodukter och rom. Dessutom fanns viss produktion av kläder och elektroniska komponenter.

#### Tjänster och turism
Det finns en liten finansiell offshore-sektor vars särskilt stränga sekretesslagar har orsakat en del internationell oro. Landet har vidtagit åtgärder för att hindra penningtvätt, och en Paris-baserad organisation med syfte att ta itu med frågan har avlägsnat Saint Vincent och Grenadinerna från sin lista över icke-samarbetsvilliga länder.[källa behövs]
Turismen i Saint Vincent och Grenadinerna var i mitten på 2020-talet ännu inte särskilt omfattande, men den var på väg att utvecklas. Landet hade en begränsad infrastruktur, och stränderna på den vulkaniska ön Saint Vincent består främst av mörk sand, vilket inte alltid lockade turister. Antalet besökare uppgick till cirka 100 000 per år, och ungefär lika många seglare och kryssningspassagerare anlände, varav många besökte Kingstown. Staden var känd för sin botaniska trädgård, en av de äldsta i Amerika, och sina två katedraler. Området söder om huvudstaden har viss badturism, medan resten av ön lockar med dramatisk natur, tropiska regnskogar, vackra vattenfall och den aktiva vulkanen Soufrière i norr. Grenadinerna, med sina många små öar, är också en populär destination för seglare.

### Handel
De främsta exportvarorna är bananer och andra jordbruksprodukter, medan importen är mycket varierad. Landet köper in livsmedel, maskiner och transportutrustning, olika råvaror, tillverkade varor samt bränslen. De viktigaste handelspartnerna är USA och Storbritannien. Andra betydande handelspartners inkluderar medlemsländer i CARICOM, särskilt Trinidad och Tobago samt Barbados.

### Infrastruktur

#### Transporter
Argyle International Airport är landets nya internationella flygplats. Flygplatsen öppnades 14 februari 2017, och den ersatte den befintliga E.T. Joshua Airport. Flygplatsen har dagliga dagliga förbindelser till Barbados, Trinidad, Puerto Rico, Saint Lucia och Antigua. Canouan har en daglig förbindelse med Miami och Puerto Rico, Bequia, Union och Mustique nås med två turer dagligen från Barbados. Det finns tre färjor i drift mellan huvudstaden Kingstown och Port Elizabeth på Bequia. Färjeläget ligger 15 minuter med taxi från flygplatsen och tar en timme. De andra öarna i Grenadinerna kan nås av den sista operativa skonaren i Västindien, skonaren "SS Friendship Rose", med sin bas i Port Elizabeth. "Friendship Rose" används ofta av de lokala fotbollslagen för transport till sina motståndare. Postbåten är ett alternativ för resenären, ombordstigning är ibland lite av ett problem eftersom fartyget ligger kvar på djupare vatten medan passagerarna måste hoppa på / av ombord med hjälp av en liten båt för att landa på stranden. En internationell färjelinje (drivs av Windward Lines) passerar Bequia regelbundet. Denna färja har förutom lokalgods, passagerare från Port of Spain, Trinidad och Tobago, via Grenada, Barbados, St Lucia och andra öar i östra Västindien.

#### Utbildning
Det brittiska utbildningssystemet har legat till grund för landets utbildningssystem som inkluderar sjuårig primärskola och tre- eller femårig sekundärskola. Under 1990-talet och 00-talet genomfördes satsningar på utbildningsväsendet och i mitten på 2020-talet började 95 procent av barnen i grundskolan. Majoriteten av dessa fortsatte till sekundärskolan. I princip hela befolkningen var läskunnig, men utbildningsnivån var fortsatt låg. Omfattande satsningar på vuxenutbildning har gjorts.

## Befolkning

### Demografi

#### Minoriteter
Folket i Saint Vincent och Grenadinerna kallas vincentier. Afrovincentier är den största etniska gruppen (66%) och är ättlingar till förslavade afrikaner. Det finns också vita ättlingar till engelska och franska kolonisatörerna, liksom ett litet antal indovincentier, ättlingar till kontraktsanställda arbetare från Indien, och det finns en betydande minoritet av blandras (19%). Befolkningen uppgick 2008 till 117 848, med en årlig tillväxt av 0,5%.

### Religion
Det spanska kolonialkyrkans inflytande lever kvar än idag. Majoriteten av de kristna, cirka nittio procent, tillhör protestantiska samfund med kopplingar till den engelska koloniala kristendomen från 1672. Bland dessa finns anglikaner, metodister, presbyterianer, baptister och pingströrelsens anhängare. Cirka tio procent av befolkningen är katoliker och tillhör ett stift som etablerades 1989. Ekumeniskt samarbete sker genom Caribbean Council of Churches, främst inom socialt arbete riktat mot utsatta grupper. Neoafrikanska religiösa traditioner har en stark närvaro, och den livfulla revivalkulturen inkluderar bland annat shakerrörelsen.

## Kultur

### Massmedier
Saint Vincent och Grenadinerna har två tidningar: The Herald, som kommer ut dagligen och The News som utkommer en gång i veckan. Landet har en TV-station, SVG Television, som drivs av St Vincent and the Grenadines Broadcasting Corporation. Det finns också en nationell radiostation, NBC Radio, som till en del är statsunderstödd.
Saint Vincent har totalt tolv FM-radiostationer inklusive 88.9 Adoration Fm, 89.1 Jem Radio, 89.7 NBC Radio, 95.7 och 105.7 Praise FM, 96.7 Nice Radio, 97.1 Hot 97, 98.3 Star FM, 99.9 We FM, 103.7 Hitz, 102.7 EZee radio, 104.3 Xtreme FM och 106.9 Boom FM. Det finns åtskilliga internetradiostationer, inklusive Chronicles Christian Radio. Den har en TV-station, ZBG-TV (SVGTV) och ett kabel-tv-företag.

### Konstarter

#### Musik
Musiklivet omfattar Big Drums kalypso, soca, steel pan och reggae. String band music, kadrilj, Country & Western, Bele-musik och traditionellt berättande är också populärt.
Nationalsången i Saint Vincent och Grenadinerna är "St Vincent Land So Beautiful", som antogs vid självständigheten 1979. Den skrevs av Phyllis Joyce McClean Punnett med musik av Joel Bertram Miguel. Den mest populära internationella sångaren från St Vincent är Marlon Roudette, sångare från bandet Mattafix. Bandet är känt för sin singel "Big City Life" som nådde plats nummer 1 på listorna i Österrike, Tyskland, Italien, Nya Zeeland, Polen och Schweiz.
Andra sångare är Kevin Lyttle ("Turn Me On") och Alston "Becket" Cyrus ("teaser"), Bomani, Maddzart, Skarpyon och Jamesy P. Varje år hålls i januari/februari en jazz- och bluesfestival på Mustique och Bequia. Återkommande gäst är Dana Gillespie och bland deltagarna kan nämnas Mick Jagger och Van Morrison.

### Sport
Cricket, rugby och fotboll är populärast bland män, medan nätboll är populärast bland kvinnor. Basketball, volleyboll och tennis är också mycket populära.
Landets främsta fotbollslag är NLA Premier League, som förser landslaget med flest spelare. En framstående vincentisk fotbollsspelare är Ezra Hendrickson, tidigare nationell förbundskapten, som spelade i åtskilliga Major League Soccer-klubbar i USA och han är nu assisterande lagledare för Seattle Sounders FC.

## Internationella rankningar
| Organisation                                | Undersökning                   | Rankning    |
| ------------------------------------------- | ------------------------------ | ----------- |
| Heritage Foundation/The Wall Street Journal | Index of Economic Freedom 2019 | 5546 av 180 |
| Reportrar utan gränser                      | Pressfrihetsindex 2019         | N/A         |
| Transparency International                  | Korruptionsindex 2018          | 41 av 180   |
| FN:s utvecklingsprogram                     | Human Development Index 2018   | 94 av 189   |

### Webbkällor
1. ↑  Gov.vc, Saint Vincent & the Grenadines official website
2. 1 2 3 4 5  ”Country: Saint Vincent and the Grenadines”. The World Factbook. CIA. Arkiverad från originalet den 13 februari 2016. https://web.archive.org/web/20160213093951/https://www.cia.gov/library/publications/the-world-factbook/geos/vc.html. Läst 29 oktober 2014.
3. ↑  ”Country Comparison: Area” (på engelska). The World Factbook. CIA. Arkiverad från originalet den 9 februari 2014. https://web.archive.org/web/20140209041128/https://www.cia.gov/library/publications/the-world-factbook/rankorder/2147rank.html. Läst 2 juni 2012.
4. ↑  ”Human Development Report 2021/2022” (på engelska) ( PDF). United Nations Development Programme. sid. 284-287. https://hdr.undp.org/system/files/documents/global-report-document/hdr2021-22pdf_1.pdf. Läst 3 december 2022.
5. ↑   (PDF) Utrikes namnbok: Svenska myndigheter, organisationer, titlar, EU-organ och länder på engelska, tyska, franska, spanska, finska och ryska (9., rev. uppl.). Utrikesdepartementet, Regeringskansliet. 2013. sid. 65. Arkiverad från originalet den 6 oktober 2014. https://web.archive.org/web/20141006224003/http://www.regeringen.se/sb/d/108/a/41146. Läst 29 oktober 2014 Arkiverad 6 oktober 2014 hämtat från the Wayback Machine.
6. ↑  UNdata: Saint Vincent and the Grenadines Arkiverad 30 oktober 2014 hämtat från the Wayback Machine.
7. 1 2  ”CIA World Factbook – St Vincent” (på engelska). Arkiverad från originalet den 13 februari 2016. https://web.archive.org/web/20160213093951/https://www.cia.gov/library/publications/the-world-factbook/geos/vc.html. Läst 4 februari 2020.
8. 1 2 3 4 5  ”The Commonwealth – St Vincent and the Grenadines” (på engelska). Arkiverad från originalet den 22 januari 2020. https://web.archive.org/web/20200122222628/https://thecommonwealth.org/our-member-countries/st-vincent-and-grenadines/history. Läst 4 februari 2020.
9. ↑  ”The Garifuna - Black Caribs” (på engelska). Maya Paradise. Arkiverad från originalet den 6 februari 2020. https://web.archive.org/web/20200206081730/https://www.mayaparadise.com/izabal/garifuna.htm. Läst 4 februari 2020.
10. 1 2 3 4 5 6 7 8  David Lawrence Niddrie, Richard Tolson, Adrian Fraser (21 oktober 2019). ”Saint Vincent and the Grenadines”. Encyclopædia Britannica. https://www.britannica.com/place/Saint-Vincent-and-the-Grenadines. Läst 6 februari 2020.
11. 1 2  Patterson, Suzanne. Southern Caribbean. Lausanne: Berlitz Guides,. sid. 42
12. ↑  ”Constitutional reform referendum defeated in St. Vincent & the Grenadines ; WayBack Machine” (på engelska). The Antillean. 26 november 2009. Arkiverad från originalet den 7 april 2014. https://web.archive.org/web/20140407105420/http://www.antillean.org/2009/11/26/constitutional-reform-referendum-defeated-in-st-vincent-the-grenadines/. Läst 5 december 2016.
13. ↑  Pyle, David. ”A volcanic retrospective: eruptions of the Soufrière, St Vincent” (på engelska). A volcanic retrospective: eruptions of the Soufrière, St Vincent. https://blogs.egu.eu/network/volcanicdegassing/2014/01/20/a-volcanic-retrospective-eruptions-of-the-soufriere-st-vincent/. Läst 6 februari 2020.
14. ↑  ”La Soufrière” (på engelska). Arkiverad från originalet den 7 februari 2020. https://web.archive.org/web/20200207115549/https://www.triposo.com/poi/T__6ce17ca8dbdd. Läst 7 februari 2020.
15. 1 2 3 4   Nationalencyklopedin. Bd 16. Höganäs: Bra böcker. 1995. sid. 198, Saint Vincent och Grenadinerna. ISBN 91-7024-619-X
16. 1 2  ”Saint Vincent and the Grenadines” (på engelska). https://www.fauna-flora.org/countries/st-vincent-grenadines. Läst 4 februari 2020.
17. ↑  ”St Vincent Amazon” (på engelska). https://www.iucnredlist.org/species/22686403/93110079. Läst 4 februari 2020.
18. 1 2  ”Økonomi og næringsliv i Saint Vincent og Grenadinene” (på norska). Store norske leksikon. 2024-11-26. https://snl.no/%C3%98konomi_og_n%C3%A6ringsliv_i_Saint_Vincent_og_Grenadinene. Läst 12 januari 2025.
19. 1 2  ”Saint Vincent och Grenadinerna - Uppslagsverk - NE.se”. www.ne.se. https://www.ne.se/uppslagsverk/encyklopedi/l%C3%A5ng/saint-vincent-och-grenadinerna. Läst 12 januari 2025.
20. ↑  ”St. Vincent & the Grenadines’ Argyle International Airport to open” (på engelska). https://www.travelweek.ca/news/st-vincent-the-grenadines-new-argyle-international-airport-slated-to-open-end-of-2015/. Läst 7 februari 2020.
21. ↑  ”Argyle International Airport, St Vincent & the Grenadines”. caribbeanconstruction.com. http://www.caribbeanconstruction.com/index.php?option=com_content&view=article&id=373&Itemid=2. Arkiverad 3 mars 2016 hämtat från the Wayback Machine.
22. ↑  ”Argyle International Airport to open February 14”. Antigua Observer Newspaper. 29 december 2016. Arkiverad från originalet den 4 januari 2017. https://web.archive.org/web/20170104232823/http://antiguaobserver.com/argyle-international-airport-to-open-february-14/. Läst 7 februari 2020.
23. ↑  ”Saint Vincent och Grenadinerna - Uppslagsverk - NE.se”. www.ne.se. https://www.ne.se/uppslagsverk/encyklopedi/l%C3%A5ng/saint-vincent-och-grenadinerna. Läst 23 januari 2025.
24. ↑  ”Population and housing census report 2001”. stats.gov.vc. Arkiverad från originalet den 11 september 2018. https://web.archive.org/web/20180911195540/http://www.stats.gov.vc/LinkClick.aspx?fileticket=jSipdTnsXwM%3D&tabid=60. Läst 7 februari 2020. Arkiverad 11 september 2018 hämtat från the Wayback Machine. ”Arkiverade kopian”. Arkiverad från originalet den 11 september 2018. https://web.archive.org/web/20180911195540/http://www.stats.gov.vc/LinkClick.aspx?fileticket=jSipdTnsXwM%3d&tabid=60. Läst 7 februari 2020.
25. ↑  ”St Vincent and the Grenadines profile - Media” (på engelska). https://www.bbc.com/news/world-latin-america-20006738. Läst 7 februari 2020.
26. ↑  ”Contemporary Christian Radio Station”. Adoration FM SVG. http://www.adoration88.com. Läst 7 februari 2020.
27. ↑  ”About Caribbean Christian Radio Online”. Chronicles Christian Radio. http://www.ccradio.co/about.html. Läst 7 februari 2020.
28. ↑  ”SVGTV”. St Vincent and the Grenadines Broadcasting Corporation Ltd.. Arkiverad från originalet den 8 januari 2012. https://web.archive.org/web/20120108101920/http://www.svgbc.com/svgtv.htm. Läst 7 februari 2020. ”Arkiverade kopian”. Arkiverad från originalet den 8 januari 2012. https://web.archive.org/web/20120108101920/http://www.svgbc.com/svgtv.htm. Läst 7 februari 2020.
29. ↑  ”Kevin Lyttle, "Skinny Fabulous," n "Fireman Hooper" Are Named Cultural Ambassadors”. Islandmix.com. 19 September 2013. http://www.islandmix.com/backchat/showthread.php?p=4469536. Läst 7 februari 2020. Arkiverad 29 april 2014 hämtat från the Wayback Machine. ”Arkiverade kopian”. Arkiverad från originalet den 29 april 2014. https://web.archive.org/web/20140429200707/http://www.islandmix.com/backchat/showthread.php?p=4469536. Läst 7 februari 2020.
30. ↑  ”Visit St Vincent & the Grenadines – Sport”. visitsvg.com. Arkiverad från originalet den 19 september 2015. https://web.archive.org/web/20150919002957/http://www.visitsvg.com/discover/sports.html. Läst 7 februari 2020. ”Arkiverade kopian”. Arkiverad från originalet den 19 september 2015. https://web.archive.org/web/20150919002957/http://www.visitsvg.com/discover/sports.html. Läst 7 februari 2020.
31. ↑  ”Ezra Hendrickson, Assistant Coach”. Seattle Sounders FC. http://www.soundersfc.com/Team/Coaches/Ezra-Hendrickson.aspx. Läst 7 februari 2020. Arkiverad 29 december 2011 hämtat från the Wayback Machine. ”Arkiverade kopian”. Arkiverad från originalet den 29 december 2011. https://web.archive.org/web/20111229002037/http://www.soundersfc.com/Team/Coaches/Ezra-Hendrickson.aspx. Läst 7 februari 2020.